# P3M3
P3M3, connu sous le nom de Portefeuille, Programme, Projet, Management, Maturité et Modèle, est un outil de gestion des portefeuilles de projet basé sur leur maturité. L’intérêt de ce logiciel est d’aider les organisations à gérer leur projet en diminuant la probabilité des événements et impacts liés aux risques. Ainsi, il décompose les grandes disciplines de portefeuille, programme et gestion de projet dans une hiérarchie de domaines de processus clés. Ceci permet aux organisations d'évaluer leur capacité actuelle et de tracer une feuille de route pour l'amélioration des domaines de processus clés qui auront le plus grand impact sur les performances. En anglais, P3M3 signifie Portfolio, Program and Project Management, Maturity Model.

## Le contexte
L’enjeu actuel des organisations est de piloter au mieux leurs projets afin d’augmenter le succès de ces derniers mais également d’augmenter leur performance par un meilleur rapport qualité/prix des marchés. En effet, plus d'un tiers des projets échouent du fait d’une mauvaise prévision des coûts et de l’étude de la faisabilité. C’est dans ce contexte qu’est apparu la méthode P3M3 en 2006, à l’initiative de l’Office of Government Commerce (OGC). Depuis 2014, P3M3 est détenu par Axelos, joint-venture créée par le gouvernement britannique et la société Capita. Axelos propose également d’autres méthodes de gestion de projet que sont : 
- PRINCE2
- Management of Risk (M-o-R)
- Portfolio, Programme and Project Offices (P3O)

## Les modèles
P3M3 se divise en trois modèles individuels. En effet, il n’existe aucun lien de dépendance entre les modèles et donc une organisation peut être meilleure en gestion de programme qu’en gestion de projet. Les modèles sont les suivants :  
- Un Modèle de Maturité de Management de Portefeuille (PfM3) : ici on peut définir le portefeuille d’une organisation comme étant l’ensemble des investissements que cette dernière va réaliser afin d’atteindre ses objectifs stratégiques. Ce modèle correspond à la collecte des informations des processus et des décisions stratégiques, ce qui va permettre d’atteindre un équilibre entre le changement organisationnel et l’activité courante.
- Un Modèle de Maturité de Management de Programme (PgM3) : le programme consiste en une organisation flexible et temporaire dont l’utilité est de coordonner, diriger, et superviser la mise en œuvre des projets. L’objectif final de ce modèle est d’obtenir des résultats correspondant aux objectifs stratégiques fixés initialement par l’organisation.
- Un Modèle de Maturité de Management de Projet (PjM3) : ce modèle se définit comme un ensemble d’activités coordonnées comprenant un début et une fin. La finalité est toujours de répondre aux objectifs de l’organisation tout en respectant des paramètres précis tels que la durée, le coût, la performance.

## Les niveaux de maturité
Il existe 5 niveaux de maturité : 
- Niveau 1 - Sensibilisation des processus : L’organisation est capable d’identifier ses projets mais il n’y a pas d’approche structurée.

- Niveau 2 - Répétition des processus : Il s’agit du premier niveau de répétition mais les processus ne sont pas encore standardisés. Les projets sont utilisés à titre d'exemple, il peut y avoir des prémices à la standardisation des processus, mais il n'y a pas une approche cohérente dans toute l'organisation.

- Niveau 3 - Définition des processus : C’est le départ de la généralisation des processus. On commence à percevoir un ensemble cohérent de normes utilisées dans les projets.
- Niveau 4 - Gestion des processus : Les processus mis en place sont surveillés, contrôlés et des actions correctives sont apportées en cas de besoins. Cela permet de mesurer l’efficacité des processus.
- Niveau 5 - Optimisation des processus : L’organisation se concentrera sur l'optimisation de ses processus en continu en tenant compte des besoins changeant de l’entreprise et des facteurs externes.

## Les perspectives du processus
P3M3 se concentre sur sept perspectives de processus qui existent dans les trois modèles (PfM3 / PgM3 / PjM3) et se focalise sur les cinq niveaux de maturité. Ces perspectives de processus sont :
• Le contrôle de gestion : évalue dans quelle mesure l'organisation assure le contrôle des initiatives actuellement en cours.
• La gestion des avantages sociaux : évalue dans quelle mesure l'organisation définit, suit et assure la réalisation de l'amélioration du rendement de l'investissement.
• La gestion financière : évalue dans quelle mesure l'organisation gère et contrôle l'investissement à travers des cas d'affaires et le contrôle budgétaire.
• La gestion des parties prenantes : évalue dans quelle mesure les initiatives engagent et communiquent avec l'environnement externe afin de minimiser l'engagement des conséquences négatives.
• La gouvernance organisationnelle : évalue dans quelle mesure l'organisation contrôle l'initiation et l’adéquation de ses investissements avec la stratégie de l'entreprise.
• La gestion des risques : évalue dans quelle mesure l'organisation se concentre sur l'impact des menaces et la mise à profit des possibilités pour les atténuer.
• La gestion des ressources : évalue dans quelle mesure l'organisation développe ses compétences et optimise les possibilités de la chaîne d'approvisionnement.

## La finalité - Les objectifs
Le modèle P3M3 peut permettre de :
- Identifier les éléments clés permettant d'augmenter le niveau de maturité.
- Savoir où sont les faiblesses de l'organisation.
- Trouver les processus cibles qui doivent être améliorés.
- Élaborer une trajectoire d'amélioration en relation avec les enjeux de l'organisation.
- Estimer son avancée dans le temps et accompagner le projet.
- Benchmarker la performance de l'entreprise ou du secteur.
- Accroître de façon durable la performance.

Lorsqu’une entreprise souhaite établir un projet c’est-à-dire créer une organisation temporaire dans le but de délivrer un ou plusieurs produits d'affaires définis dans un cas d'affaire (Business Case) approuvé, elle peut utiliser P3M3 afin d’évaluer son projet et permettre une meilleure réussite. Le business case est donc le fondement d’un projet et donc le départ de l’utilisation d’un modèle de gestion de projets.

## L'évaluation
Une entreprise ou une organisation qui souhaite utiliser le modèle P3M3 peut se rendre sur le site web d’Axelos pour effectuer une auto-évaluation de son projet par le biais du modèle P3M3 et de sa méthode d’utilisation en ligne. L’évaluation obtenue fournira donc une mesure qui indique la maturité. Mais il est conseillé pour l’organisation de faire appel à une société extérieure afin d’assurer l’objectivité et l’impartialité de son évaluation.